# Andrei Nikolajewitsch Markowitsch

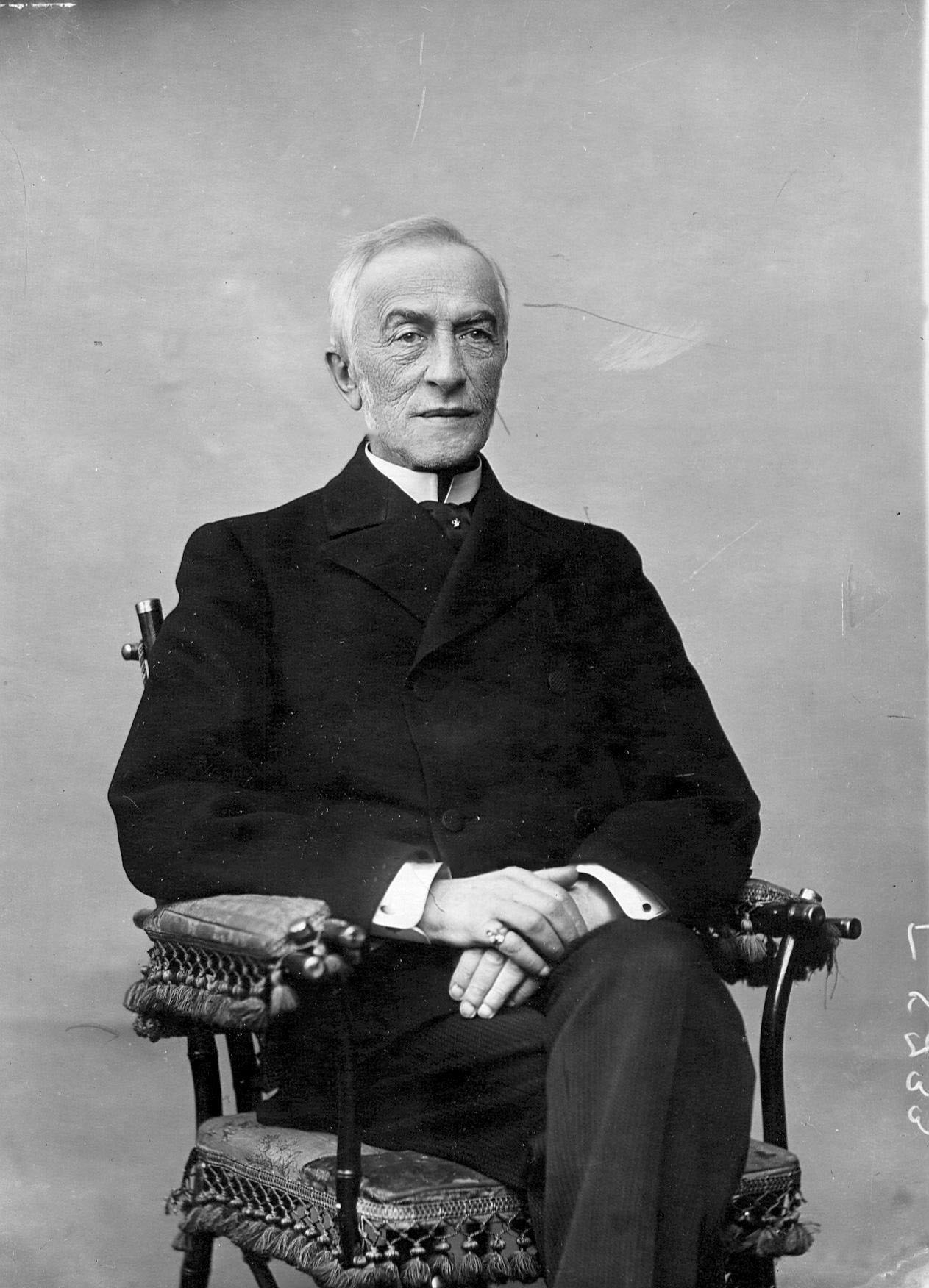
Andrei Markowitsch

Andrei Nikolajewitsch Markowitsch (russisch Андрей Николаевич Маркович, ukrainisch Андрій Миколайович Маркевич Andrij Mykolajowytsch Markewytsch; * 9. Novemberjul. / 21. November 1830greg. in Turiwka, Ujesd Pryluky, Gouvernement Poltawa, Russisches Kaiserreich; † 11. Märzjul. / 24. März 1907greg. in Sankt Petersburg, Russisches Kaiserreich) war ein ukrainisch-russischer Ethnograph, Jurist, Philanthrop und Musiker.

## Leben
Andrei Markowitsch kam als Sohn des ukrainischen Historikers, Ethnographen, Dichters und  Musikwissenschaftlers Mykola Markewytsch (russisch: Nikolai Andrejewitsch Markewitsch, 1804–1860) und dessen Frau Ulyana Alexandrowna Rakowitsch (1809–1893), deren Schwester die Frau des berühmten russischen Schriftstellers Pawel Wassiljewitsch Annenkow war, in Turiwka, im heute ukrainischen Rajon Shuriwka in der Oblast Kiew zur Welt.
Nach seinem Studium an der kaiserlichen Hochschule für Recht (Императорское училище правоведения) in Sankt Petersburg arbeitete er dort als Anwalt, wurde Leiter der Petersburger Gerichtskammer, Geheimrat und schließlich Staatssekretär des russischen Kaisers Alexander II. und Senator.
Daneben war er stellvertretender Vorsitzender der Kaiserlich-Russischen Musikgesellschaft und stellvertretender Chefkurator der Kaiserlich-Philanthropischen Gesellschaft.
Auf seine Initiative hin wurden die Musikgesellschaft in St. Petersburg sowie 20 Niederlassungen unter anderem in Charkow, Kiew und Odessa gegründet, deren Hauptziel die Verbreitung der Musikausbildung in Russland war.
Gemeinsam mit Anton Grigorjewitsch Rubinstein war der Gründer des Sankt Petersburger Konservatoriums, das dank eines Antrages von Markowitsch im Jahre 1866 den Statuts einer Musikhochschule erhielt und als primäre Bildungseinrichtung anerkannt wurde.
Markowitsch war außerdem ein ausgezeichneter Cellist, besaß als erster Mann in Russland eine Violoncello von Stradivari und nahm an Wohltätigkeitskonzerten mit Anton Rubinstein, Nikolai Rimski-Korsakow, Anatoli Ljadow, Alexander Glasunow, Mili Balakirew und Modest Mussorgski teil.
Im Jahr 1858 lernte er in Moskau Taras Schewtschenko kennen, mit dem er von da an korrespondierte und auch finanziell unterstützte. Von 1898 war er Vorsitzender der Taras-Schewtschenko-Gesellschaft in Sankt Petersburg und bemühte sich erfolgreich, dass die Schewtschenkos Handschriften aus dem Archiv an das Museum der ukrainischen Altertümer in Tschernigow kahmen. Er erreichte es, als Erster die Erlaubnis zu erhalten, das Gesamtwerk Schewtschenkos im Russischen Kaiserreich zu veröffentlichen.
Andrei Markowitsch war mit Nadeschda Grigorjewna Kartaschewskaja verheiratet und hatte mit ihr gemeinsam die Söhne Nikolai, Dmitrij, Jurij und Michail.
Markowitsch starb 76-jährig in Sankt Petersburg und wurde auf dem Tichwiner Friedhof am Alexander-Newski-Kloster beerdigt.